# 鈴木美登里
鈴木 美登里（すずき みどり）は、日本の音楽家、ソプラノ歌手。声楽アンサンブル「ラ・フォンテヴェルデ」主宰。

## 概要
神戸市生まれ。京都市立芸術大学声楽科および同大学院修了。在学中より古楽の分野に興味を持ち、研鑚を積む。
1991年、兵庫県芸術文化海外留学助成金を受けオランダに留学。アムステルダム古楽アカデミーにおいてバロック期の声楽曲をマックス・ファン・エグモンド（Max van Egmond）に、ブラバント音楽院においてグレゴリオ聖歌からバロック期に至る声楽アンサンブルをレベッカ・スチュワートに師事。ディプロマを取得して卒業、2000年に帰国。
「ラ・プティット・バンド」、「バッハ・コレギウム・ジャパン」等のソリスト、またアンサンブルのメンバーを務める。
2002年に、ルネサンス～初期バロックのマドリガーレをレパートリーとする声楽アンサンブル「ラ・フォンテヴェルデ」（La Fonteverde）を結成、その主宰を務める。

## 参照サイト
- “鈴木美登里 - La Fonteverde”. La Fonteverde. 2020年1月29日閲覧。
- “Profile -鈴木 美登里-”. 東京バロック・スコラーズ. 2020年1月29日閲覧。
- “鈴木美登里（ソプラノ、ラ・フォンテヴェルデ主宰）”. クラシック音楽情報誌ぶらあぼ. 2020年1月29日閲覧。